# Гелло, Сергей Александрович
Сергей Александрович Гелло (22 апреля 1986, Волгоград) — российский футболист, защитник.
Воспитанник СДЮСШОР-19 «Олимпия» Волгоград. На профессиональном уровне дебютировал в 2003 году, сыграв один матч во втором дивизионе в составе московского «Титана» — в домашней игре против «Знамени Труда» (4:2) вышел на замену на 82-й минуте. В июле следующего года провёл четыре полных матча за ФК «Ижевск». В конце августа перешёл в белорусский клуб «Славия» Мозырь, за который сыграл один матч — 29 сентября в гостевой игре против могилёвского «Днепра» (1:3) вышел на замену после перерыва. 2005 год провёл в составе ярославского «Шинника»; сыграл четыре матча в первенстве дублёров. Единственный матч за основную команду провёл 6 июля в гостевой игре 1/16 Кубка России против «Металлурга» Липецк (0:1) — на 57-й минуте получил жёлтую карточку и через три минуты был заменён.
В дальнейшем выступал на любительском уровне за команды «Факел-СГ-Транс» Котово (2005), УОР Волгоград (2006), «Нефтяник» Жирновск (2006), «Труд» Воронеж (2007), «Слобода» Алексеевка (2008), «Динамо» Воронеж (2009), «Факел-д» Воронеж (2010), «Химик» Россошь (2011—2012), «Выбор-Курбатово» (2012—2013).